# Jetcar

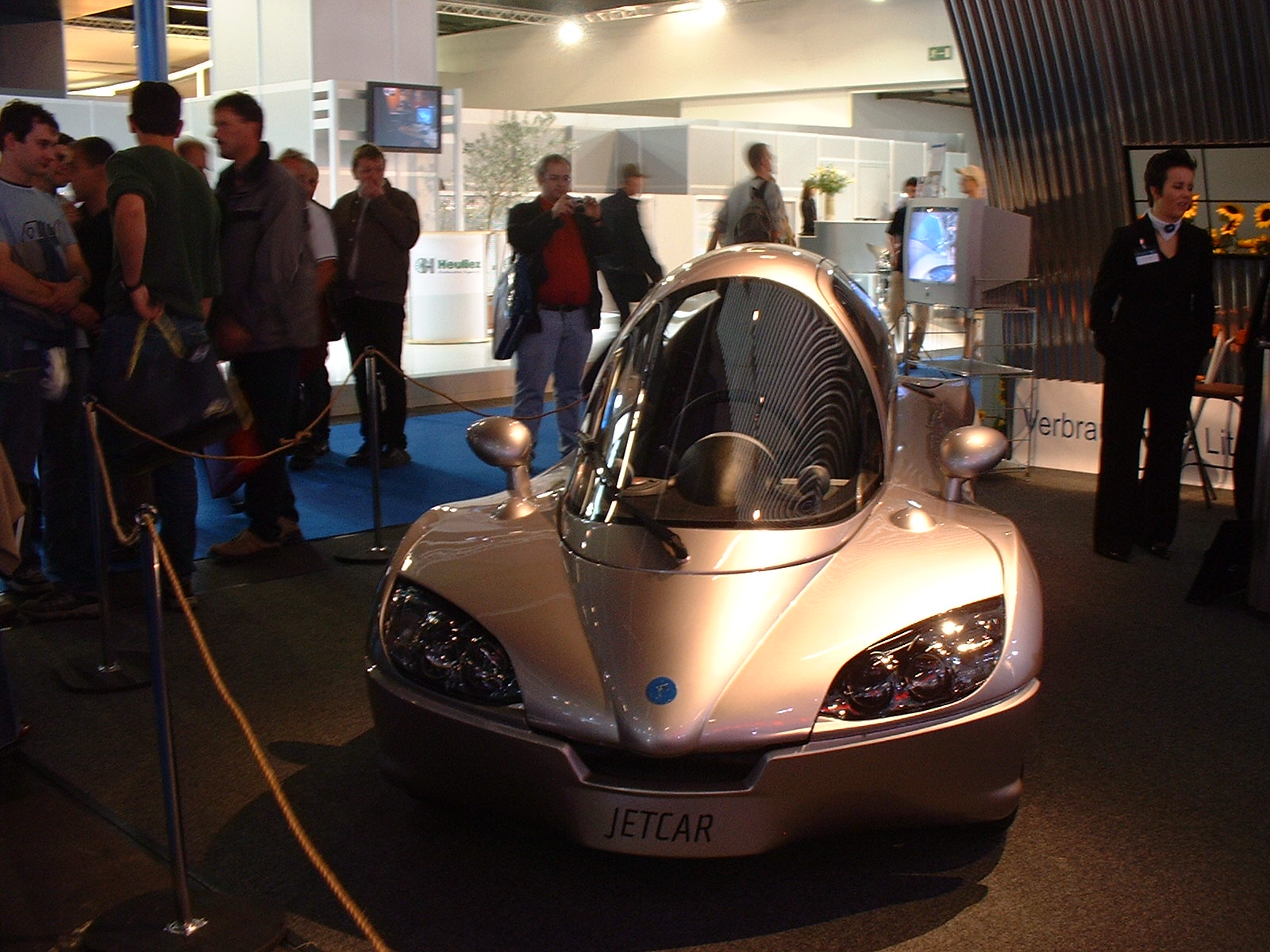
Jetcar

A Jetcar egy kicsi, kétüléses autó, a Jetcar Zukunftsfahrzeug (=„a jövő autója”) egy kisméretű, német autómárka egyetlen modellje.
Az autó érdekessége, hogy két ülése egymás mögött található. A jármű fő vonzereje az alacsony fogyasztás (3 l/100 km alatti), melyet a kis tömegnek (700 kg alatti) és az áramvonalas karosszériának köszönhet. A cég a rendhagyó koncepció sikerét látva kabrió változatot is tervez.
A Jetcar a nevét onnan kapta, hogy a vezetőhely pilótafülkékhez hasonló.

## Műszaki adatok (Jetcar 2.5)
- Végsebesség: 160 km/h
- Üzemanyag: dízel
- Hengerek száma: 3
- Lökettérfogat: 799 ccm
- Teljesítmény: 30 kW (41 PS)
- Nyomaték: 4200 ford/perc
- Váltó: félautomata
- Fokozatok száma: 5
- Tengelytávolság: 2,60 m
- Hossz: 403 centiméter
- Szélesség: 149 centiméter
- Magasság: 135 centiméter
- Saját tömeg: 660 kg
- Csomagtér: 180 l
- Üzemanyagtartály: 30 l
- Átlag fogyasztás: 2,5 l/100 km
- CO2 kibocsátás: 66 g/km

## Külső hivatkozások
- Hivatalos honlap (angolul)(németül)
- http://tentondroids.com (angol + videó)